# Menhire in Portugal

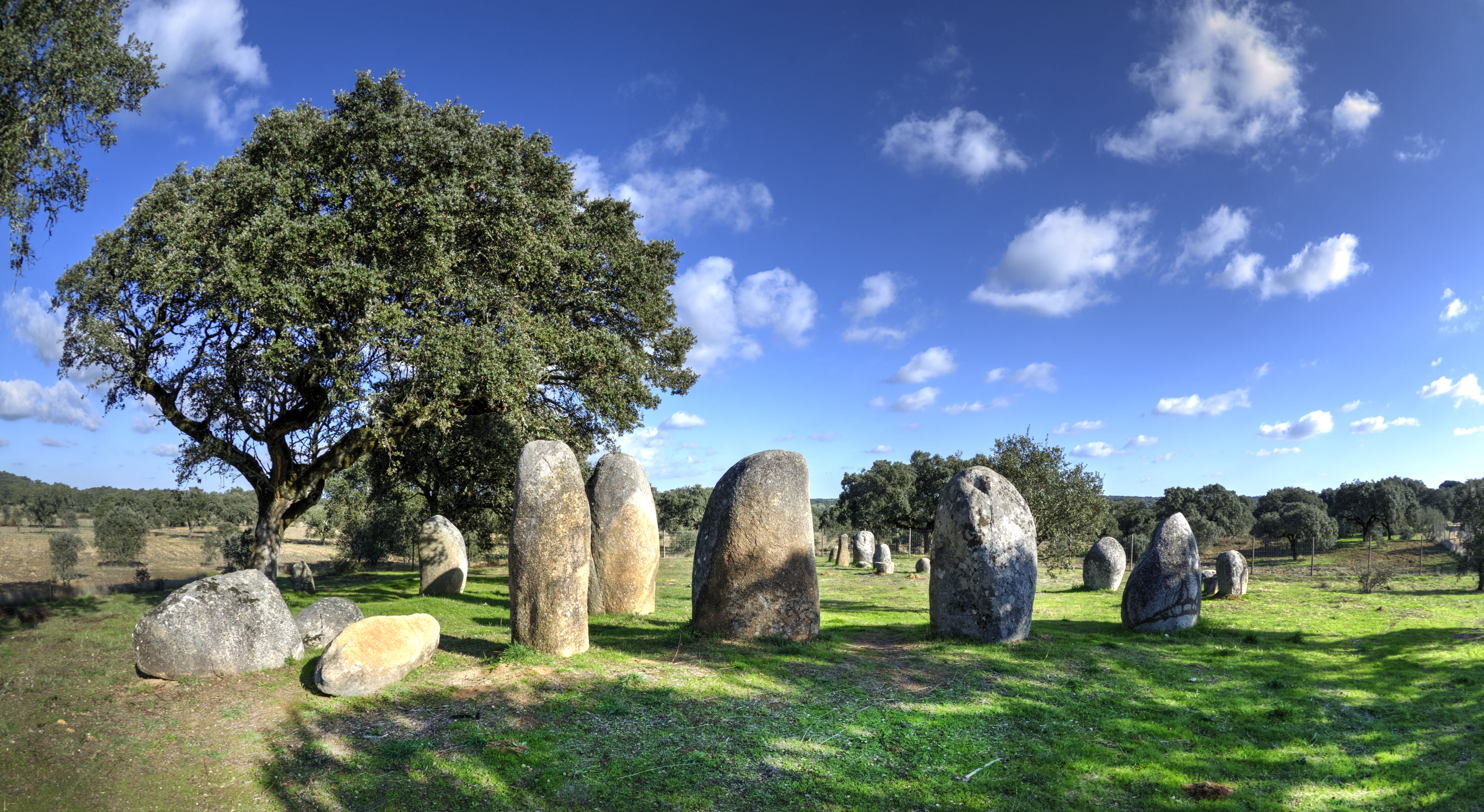
Cromlech von Vale Maria do Meio

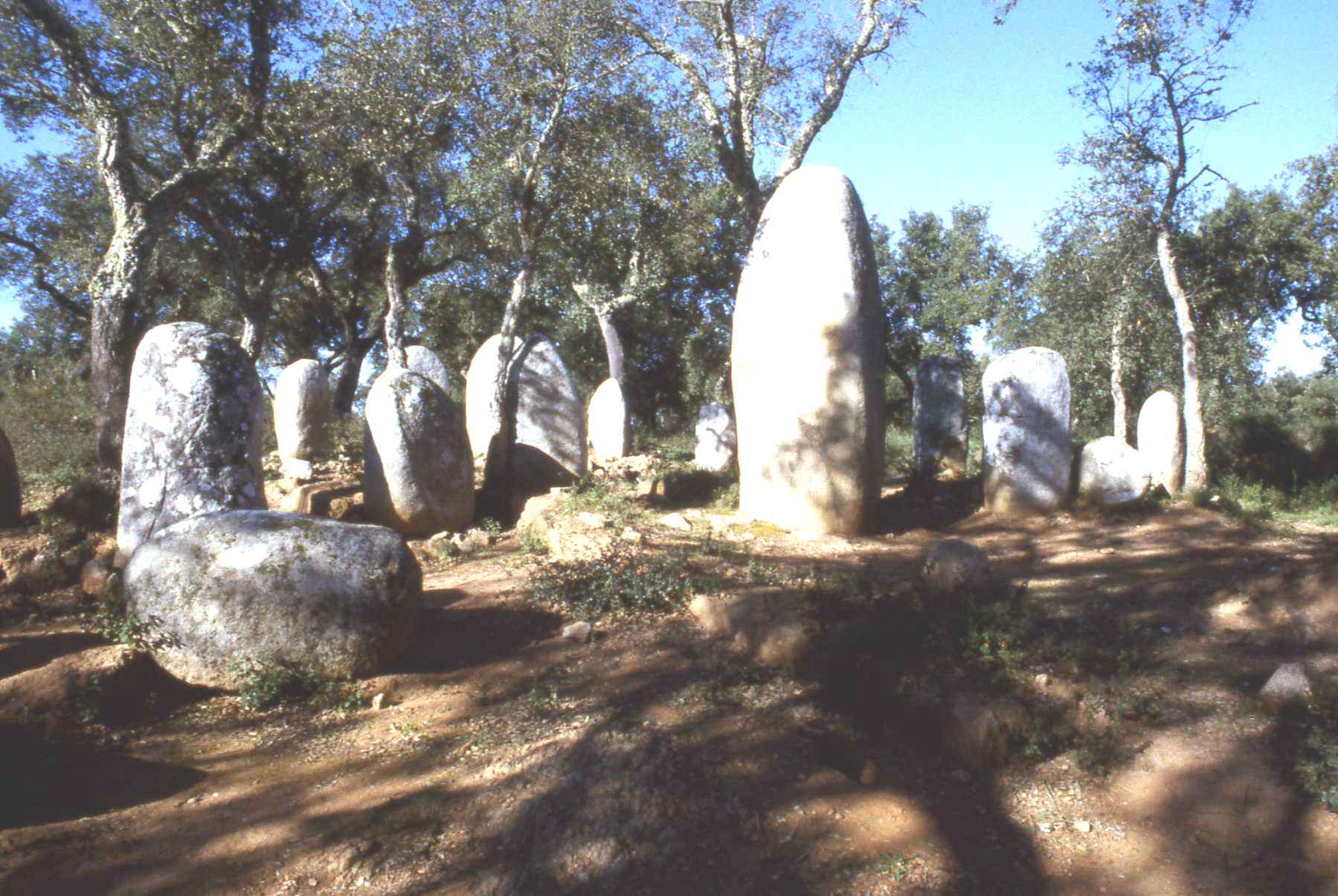
Portela de Mogos

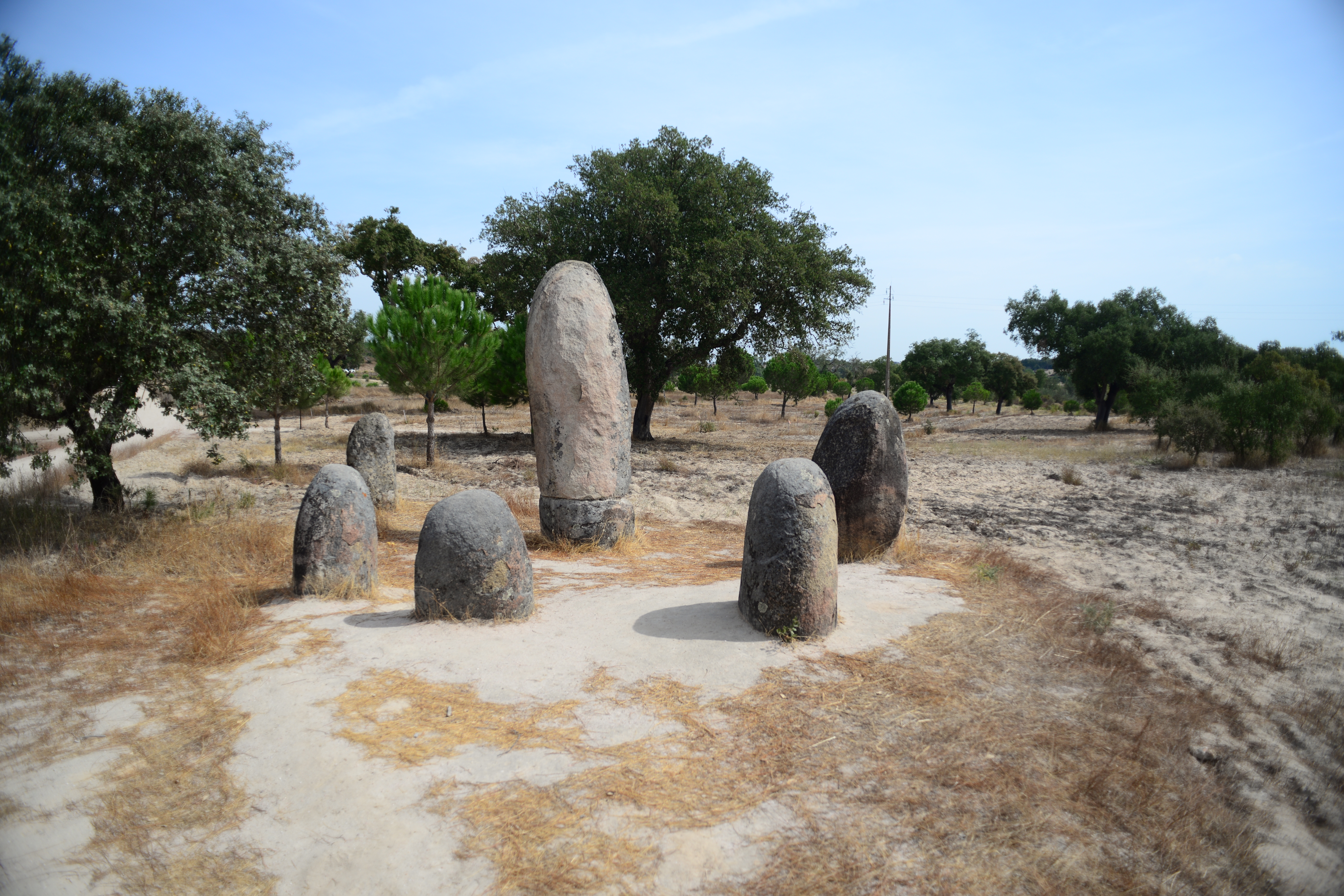
Cromlech von Fontainhas

Die Menhire in Portugal und auf der restlichen Iberischen Halbinsel sind, im Vergleich zu denen anderer Megalithregionen relativ unbekannt. In Portugal, insbesondere in der Algarve und im Alentejo liegt die höchste Konzentration von Menhiren auf der Halbinsel.

## Fundorte
Unter den Menhiren sind auch einzelne Statuenmenhire wie der von Ermida. Iberische Menhire sind in fünf Regionen zu finden:
Portugal
1. die Algarve (vor allem die West-Algarve)
2. der Alentejo (mit einer Konzentration im Alentejo Central)
3. der Nordwesten der Halbinsel (Mittel- und Nordportugal und Galicien)

Spanien
1. die zentrale Nordküste und die westlichen Pyrenäen (Asturien, Kantabrien und das Baskenland)
2. Katalonien.

Die wichtigsten Menhirstandorte Portugals sind: 
- Almendres, Barrocal, Bulhoa, Caeira, Casbarra, Menhire von Lavajo, Menhir von Luzim, Meada, Menhir von Odiáxere, Oliveirinha, Outeiro, Patalou, Tojal, São Bartolomeu do Mar, Menhir de Santa Margarida, São Paio de Antas, der Sintra Menhir, Vale Maria do Meio und Vale de Maria Pais. Als Cromlechs bzw. Steinreihe kommen die Standorte Cromlech vom Monte das Figueiras, Cromlech von Fontainhas und Alinhamento da Têra hinzu.

## Algarve
Die Menhire der Algarve zeichnen sich vor allem durch ihre Morphologie und Dekoration, aber auch durch den archäologischen Kontext aus. Sie konzentrieren sich deutlich im äußersten Westen der Provinz, die stattdessen weniger Megalithanlagen aufweist. Die Menhire haben in der Regel zylindrische, phallische oder subkonische Formen (Menhir von Aspradantes). Ihre zumeist geometrische Dekoration ist sehr einheitlich. Ihr Rohstoff besteht aus Kalk- und Sandstein dem Sedimentgestein des geologischen Untergrunds.
Einer der originellsten Aspekte der Menhire der Algarve ist, dass viele Menhirstandorte mit neolithischen Siedlungen, mehrfach auch mit mittelsteinzeitlichen Wohnplätzen verbunden zu sein scheinen.
Die 259 Menhire der Algarve sind eher von mittlerer und geringerer Größe, keiner von ihnen erreichte eine Länge von vier Metern. Wie bei den übrigen iberischen Menhiren war auch in der Algarve die Mehrzahl umgefallen (nur fünf wurden aufrecht gefunden). Die Anhäufungen sind derart ramponiert, das es unmöglich ist, ihren anfänglichen Plan zu rekonstruieren. Ungeklärt bleibt auch die Frage nach der Funktion und der Zeitstellung der Menhire.

## Alentejo

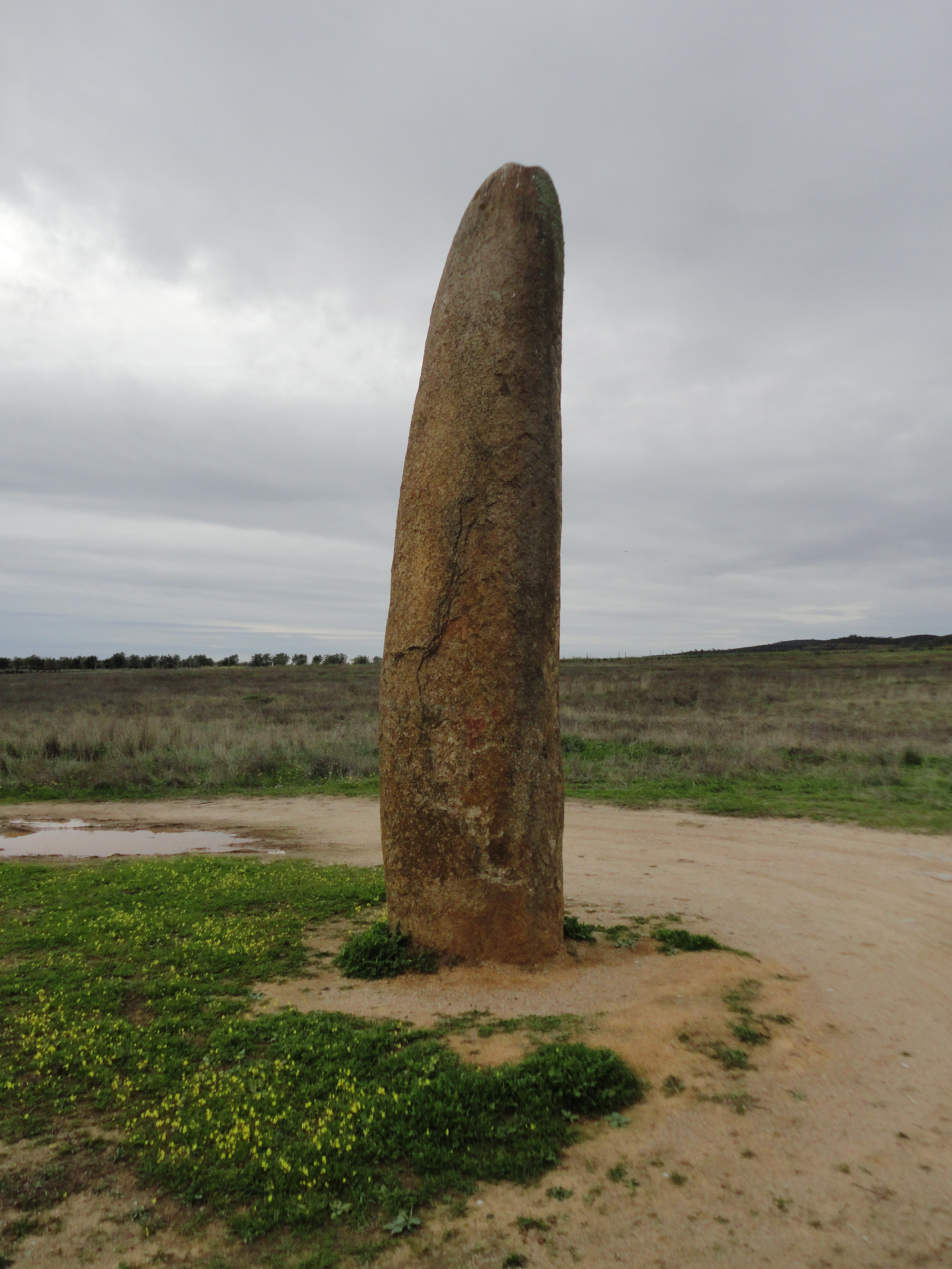
Menhir do Outeiro

Der Alentejo ist die Region auf der Halbinsel, die die größte Zahl von Menhirstandorten besitzt. Dies betrifft nicht nur die größten Ensembles, sondern auch die Größe der einzelnen Menhire. Allein im Alentejo Central gibt es 87 Fundplätze mit insgesamt 374 Menhiren, während es in der Algarve auf 80 Standorten 259 Menhire gibt. 
Der Rohstoff der Menhire von Alentejo ist fast ausschließlich Granit und ähnliches Gestein, obwohl viele isolierte Menhire und die meisten Häuser aus anderen geologischen Substraten (Gneis oder tertiären Ablagerungen) erstellt wurden. 
Die Monolithen stammen aus zahllosen Aufschlüssen. Die meisten benötigten keinerlei zusätzliche Formgebung. Es herrschen eiförmige Formen vor, oft mit einer abgeflachten Seite, die fast immer das Ergebnis geologischer Prozesse ist, die die Granitfelsen der Region beeinflussten. Die meisten Menhire wurden im oberen Bereich der nach Osten gerichteten Hänge aufgestellt. Diese Orientierung scheint, zumindest in einigen Fällen, mit grundlegenden astronomischen Phänomenen wie dem Aufgang der Sonne und des Mondes verbunden zu sein. Die Lage der Dolmen wiederholt ohne Ausnahme diese regionale Prägung. 
Die Menhiranhäufungen des Alentejo scheinen einem Modell zu entsprechen, das in der gesamten Region, wenn auch mit Variationen, benutzt wurde. Die Abmessungen variieren, wobei die Logik der Standortwahl, die Formen und Proportionen erhalten blieben. Diejenigen, deren Plan zumindest einigermaßen erhalten ist, haben die Form eines nach Osten offenen Hufeisens, nur bei Almendres, dem größten Ensemble, wurde die ursprüngliche Form nachträglich verändert. Ein Merkmal der Menhire des Alentejo sind die fast immer im Flachrelief ausgeführten Gravuren. Sie zeigen, in abnehmender Reihenfolge, Kreuze, Monde, Halbmonde, rechteckige und trapezoide Figuren, Kreise und Wellenlinien. Die Mehrzahl der Monolithe ist jedoch bildlos. 
Die Menhire konzentrieren sich im zentralen Alentejo (Distrikt Évora). Im Unteren Alentejo gibt es nur wenige Beispiele die alle im Zusammenhang mit den wenigen Stellen der magmatischen Gesteine in der Region stehen. Im Norden steht eine Gruppe von Menhiren, darunter der Menhir von Meada, mit fast 7 Meter Länge der größte der Iberischen Halbinsel.
Obwohl es nur wenige historische Daten gibt, deuten mehrere Indikatoren eine Chronologie an, die im frühen Neolithikum beginnt. Allerdings hat eine Untersuchung die Bestätigung dafür erbracht, dass es im Alentejo Central auch Menhire aus der Eisenzeit gibt. Jüngste Ausgrabungen haben dazu beigetragen, ein anderes interessantes Phänomen durch die Anwesenheit bestimmter keramischer Behältnisse zu erkennen: die Wiederverwendung von Menhiren (von Portela de Mogos und San Sebastião), auf Gräberfeldern der frühen Bronzezeit.

## Nordportugal und Spanien
In Spanien sind Menhire im Vergleich zu Dolmen relativ selten, aber in der nördlichen Hälfte des Landes, wo mindestens 500 Menhire gemeldet wurden, häufiger anzutreffen. Sie sind besonders häufig im Baskenland, in Navarra, im Norden von Burgos und Palencia, in Kantabrien und in den Pyrenäen, wo sie allein oder in kleinen Gruppen (Cromlech) in erhöhten Lagen anzutreffen. Mittel- und Nordportugal sowie Galicien haben eine geringe Dichte an Menhiren (weniger als 30) die fast alle isoliert stehen. Im Süden stehen die beiden Menhire von São Cristóvão. Sie scheinen zu einer Nekropole der Eisenzeit zu gehören und weisen Analogien zum Monte da Tera im Einzugsgebiet des Tajo auf. Das Denkmal wurde von Couto da Espanhola, ursprünglich unter Vorbehalt, als Megalithanlage angesprochen. Die Menhire dieses Bereichs sind aus Granit oder Granitoiden. Allgemein haben die Menhire im Nordwesten der Halbinsel bescheidene Dimensionen, mit der größten Länge von etwa drei Metern. 